# Simboli animali e vegetali delle Isole Canarie
Questa è una lista di simboli animali e vegetali di ognuna delle isole che compongono l'arcipelago delle Isole Canarie e l'arcipelago nel suo complesso. Queste specie sono state stabilite come simboli con il decreto di legge del 30 aprile 1991 da parte del governo delle Isole Canarie.
Simbolo animale e vegetale dell'arcipelago nel suo insieme:
| Regione       | Simboli naturali                                                       | Immagine |
| ------------- | ---------------------------------------------------------------------- | -------- |
| Isole Canarie | Serinus canaria (canarino) e Phoenix canariensis (palma delle Canarie) |          |

Simboli animali e vegetali delle singole isole:
| Isola         | Simboli naturali                                                                                 | Immagine |
| ------------- | ------------------------------------------------------------------------------------------------ | -------- |
| El Hierro     | Gallotia simonyi machadoi (lucertola gigante di Hierro) e Juniperus phoenicea (ginepro fenicio)  |          |
| La Gomera     | Columba junoniae (colomba dei lauri) e Persea indica (viñátigo)                                  |          |
| La Palma      | Pyrrhocorax pyrrhocorax barbarus (graja) e Pinus canariensis (pino delle Canarie)                |          |
| Tenerife      | Fringilla teydea (fringuello azzurro) e Dracaena draco (albero del drago)                        |          |
| Gran Canaria  | Dogo canario (perro de presa canario) ed Euphorbia canariensis (cardón)                          |          |
| Fuerteventura | Chlamydotis undulata fuertaventurae (ubara, avutarda) ed Euphorbia handiensis (cardón de Jandía) |          |
| Lanzarote     | Munidopsis polymorpha (granchio cieco) ed Euphorbia balsamifera (tabaiba dulce)                  |          |